# Ústřední vojenská nemocnice
Ústřední vojenská nemocnice – Vojenská fakultní nemocnice Praha (zkráceně ÚVN), původním názvem Masarykova vojenská nemocnice, je velké zdravotnické zařízení Ministerstva obrany České republiky, které se nachází v pražském Břevnově. Lůžková kapacita činí 677 lůžek a pracuje zde 386 lékařů, kteří ročně hospitalizují 26 000 pacientů.

## Masarykova nemocnice
Pražská vojenská nemocnice byla zcela nově postavena na podkladě rozhodnutí Národního shromáždění Československé republiky z roku 1925, kdy byl přijat nový zákon č. 68/1925 Sb., kterým se k „Všeobecné nemocnici v Praze připojuje vojenská nemocnice v Praze II. a zřizuje se Masarykova vojenská nemocnice“.
Svoji činnost Masarykova vojenská nemocnice zahájila 1. srpna 1938, kdy se do nových prostor v Břevnově přestěhovala nemocniční oddělení z bývalé vojenské nemocnice na Karlově náměstí a z nemocničního oddělení, které bylo kdysi umístěno v kasárnách Na Pohořelci. Plně fungovat začala 1. září 1938.
V roce 1939 po obsazení českých zemí nacistickým Německem nemocnici začal využívat německý Wehrmacht jako svoji záložní nemocnici. Po druhé světové válce byl její provoz obnoven na podzim v roce 1945.

## Ústřední vojenská nemocnice
V roce 1950 byla nemocnice přejmenována na Ústřední vojenskou nemocnici. Spadala pod vojenskou zdravotnickou službu Československé lidové armády a jako taková byla zcela podřízena Ministerstvu národní obrany ČSSR. V letech 1959 až 1970 byl náčelníkem nemocnice generál František Engel, který se zasloužil o vysokou úroveň zdejších zdravotnických služeb.
Až do roku 1994 pak byla nemocnice ponejvíce zaměřena na pacienty pocházející z řad vojáků základní služby, vojáků z povolání a jejich rodinných příslušníků, dále také na civilní zaměstnance vojenské správy a další pacienty pocházející z řad silových resortů. Teprve v roce 1994 se ÚVN otevřela i běžnému civilnímu obyvatelstvu.
V únoru 2012 ministr obrany Alexandr Vondra nemocnici udělil statut „vojenské fakultní nemocnice“.

## Současnost
Nemocnice v současnosti poskytuje kompletní spektrum zdravotnických služeb s výjimkou dětského lékařství, porodnictví (gynekologii však ano), kardiochirurgie (hrudní chirurgie) a léčby popálenin. V roce 2004 získala jako první v zemích východní Evropy certifikát kvality společností Joint Commission International (JCI). Aktuálně je akreditována SAK. K prosinci 2015 měla 469 standardních lůžek, 68 JIP lůžek, 137 lůžek následné péče, deset klinik a dvacet odborných oddělení.
Nemocnice poskytuje klinickou základnu pro mediky všech tří lékařských fakult Univerzity Karlovy v Praze, a také následné postgraduální vzdělávání.

### Seznam klinik
- Klinika anesteziologie, resuscitace a intenzivní medicíny (KARIM)
- Interní klinika
- Chirurgická klinika
- Neurochirurgická a neuroonkologická klinika
- Oční klinika
- Onkologická klinika
- ORL klinika
- Gynekologická klinika
- Klinika ortopedie
- Klinika infekčních nemocí

### Specializovaná pracoviště
- Od roku 2005 je zde v provozu operační robot da Vinci, od roku 2008 je v provozu i Léčebna dlouhodobě nemocných pro válečné veterány s kapacitou 26 lůžek.
- Oddělení hematologie, biochemie a krevní transfúze spravuje Strategickou krevní banku, která slouží jako strategická zásobárna lidské krve pro zdravotnickou péči v celém Česku v případě války, živelní pohromy či jiné katastrofy velkého rozsahu.
- Nemocnice slouží v neposlední řadě i jako výcvikové, vzdělávací a odborným léčebné zařízení pro Armádu České republiky.
- Sídlí zde ústřední lékařsko-psychologické oddělení Armády ČR a vojenská přezkumná komise.
- V areálu nemocnice sídlí také specializované pracoviště Ústavu leteckého zdravotnictví.

## Ocenění
Dne 3. září 2021 bylo kolektivu zaměstnanců ÚVN udělena Cena městské části Praha 6.